# Landaudemping
Landaudemping, genoemd naar de Russische natuurkundige Lev Davidovich Landau, is het verschijnsel dat golven in een botsingsloos gas toch gedempt kunnen zijn. Landau bewees dit voor het speciale geval van Langmuirgolven (zie Plasmagolven), maar het verschijnsel is van fundamenteel belang voor de theorie van een veel-deeltjessysteem. Dat kan ook een sterrenstelsel zijn waar botsingen uiterst zeldzaam zijn, maar de sterren elkaar collectief beïnvloeden door zwaartekracht. Hier worden verder alleen Langmuirgolven in Vlasov-plasma beschouwd.

## Golf-deeltje-wisselwerking

Landaudemping wordt veroorzaakt door energie-uitwisseling van een golf met elektronen waarvan de snelheid ongeveer gelijk is aan de fasesnelheid van de golf {\displaystyle v_{f}}. Elektronen met een iets kleinere snelheid worden versneld door de golf, terwijl elektronen met een iets grotere snelheid dan {\displaystyle v_{f}} worden vertraagd. Als er meer langzamere dan snellere elektronen zijn, dan is het netto-effect een golfdemping.
Het is enigszins vergelijkbaar met surfers in een dal tussen twee zeegolven. Wie iets langzamer gaat dan de golven, wordt ingehaald en wint snelheid. Wie iets sneller gaat, verliest snelheid als hij golf-opwaarts klimt.

## Theorie
De wiskundige behandeling begint met de Vlasov-vergelijking (zonder een magnetisch veld B) en de eerste van de Maxwellvergelijkingen, de Poissonvergelijking. Expliciete oplossingen zijn te verkrijgen in de limiet van een klein elektrisch veld E. De verdelingsfunctie {\displaystyle f} en {\displaystyle E} worden ontwikkeld in reeksen:
{\displaystyle f=f_{0}(v)+f_{1}(x,v,t)+f_{2}(x,v,t)+\cdots }
en
{\displaystyle E=E_{1}(x,t)+E_{2}(x,t)+\cdots }
In eerste orde zijn de Vlasov-Poisson-vergelijkingen:
{\displaystyle (\partial _{t}+v\partial _{x})f_{1}+{e \over m}E_{1}f'_{0}=0}
en
{\displaystyle \partial _{x}E_{1}={e \over \epsilon _{0}}\int f_{1}{\rm {d}}v}
Landau berekende de golf veroorzaakt door de beginverstoring {\displaystyle f_{1}(x,v,0)=g(v)\exp(ikx)} en vond met behulp van Laplacetransformatie en contourintegratie een gedempte lopende golf van de vorm {\displaystyle \exp[ik(x-v_{f}t)-\gamma t]} met golfgetal {\displaystyle k} en een dempingdecrement
{\displaystyle \gamma \approx -{\pi \omega _{p}^{3} \over 2k^{2}N}f'_{0}(v_{f}),\quad N=\int f_{0}{\rm {d}}v}
Hierin is {\displaystyle \omega _{p}} de plasmafrequentie en {\displaystyle N} de elektronendichtheid.
Later bewees Nico van Kampen dat hetzelfde resultaat te verkrijgen is met een Fouriertransformatie. Hij bewees dat het Vlasov-Poisson systeem een continu frequentiespectrum van singuliere eigenfuncties heeft, sindsdien bekend als van Kampen-modes
{\displaystyle {\frac {\omega _{p}^{2}}{kN}}f'_{0}{\frac {\mathcal {P}}{kv-\omega }}+\epsilon \delta (v-{\frac {\omega }{k}})}
waarin {\displaystyle {\mathcal {P}}} de Cauchyhoofdwaarde aanduidt, {\displaystyle \delta } de Dirac-delta-functie (zie gegeneraliseerde functie) en
{\displaystyle \epsilon =1-{\frac {\omega _{p}^{2}}{kN}}\int f'_{0}{\frac {\mathcal {P}}{kv-\omega }}{\rm {d}}v}
de permittiviteit van het plasma is. Door de beginverstoring te ontbinden in deze eigenfuncties vond hij het Fourierspectrum van de golf. Demping is te verklaren als fasemenging van deze Fouriermodes met frequenties in de buurt van {\displaystyle \omega _{p}}.
Het was niet duidelijk hoe demping mogelijk is in een botsingsloos plasma: de golfenergie was hierin het wringende schoentje. In de continuümtheorie van plasma is de energie van Langmuirgolven bekend: de veldenergie vemenigvuldigd met de Brillouinfactor {\displaystyle \partial _{\omega }(\omega \epsilon )}.
Maar de demping is in dit plasmamodel niet begrepen. Om energie-uitwisseling met resonante elektronen te berekenen moet de Vlasovplasmatheorie tot in tweede orde ontwikkeld worden, maar dan ontstaan problemen met geschikte beginvoorwaarden en singuliere termen.

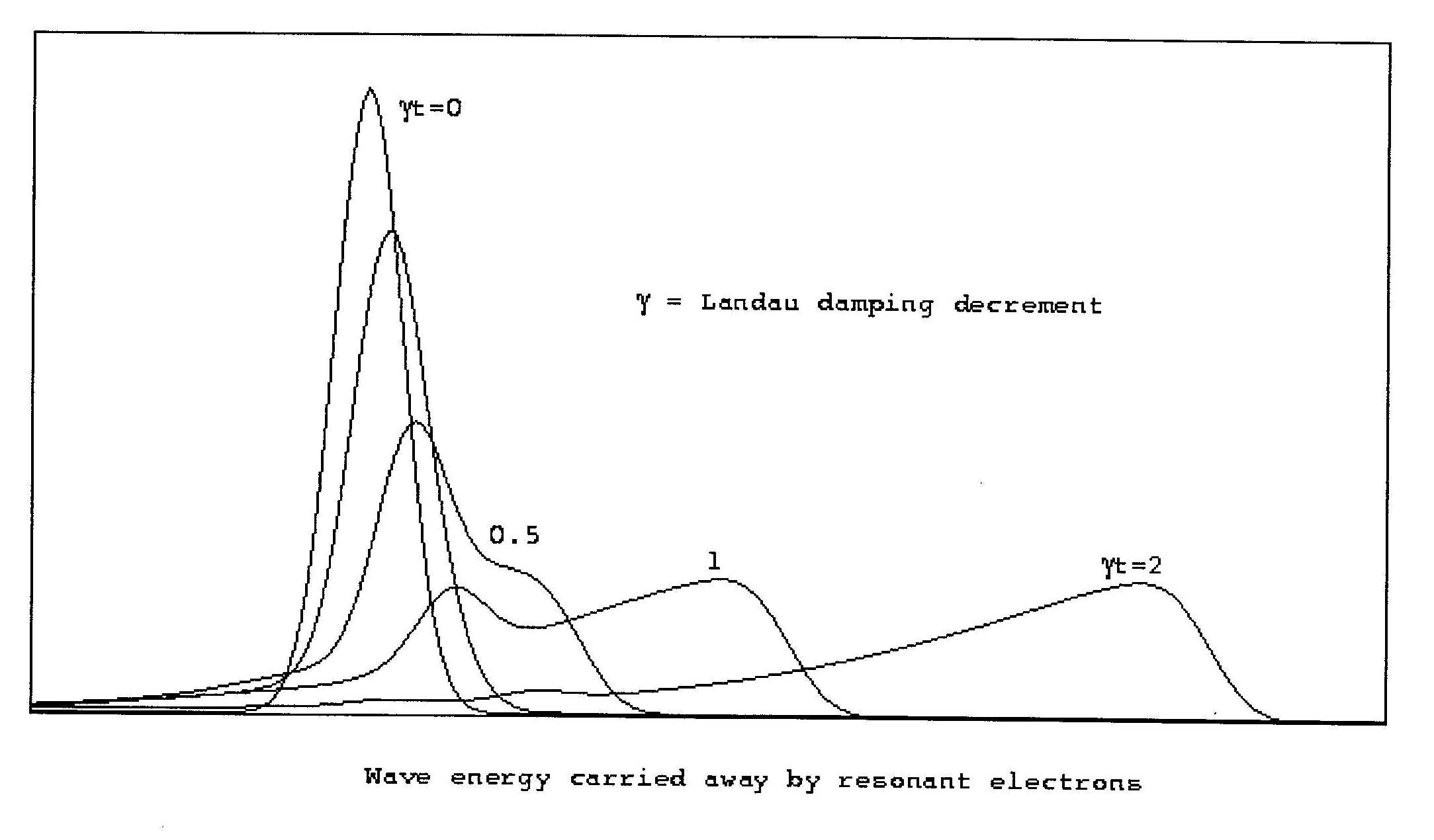
De energiedichtheid van een golfpakket dat zich voortplant met de groepssnelheid.

Er zijn beginvoorwaarden gevonden die singulier gedrag onderdrukken en een golf opwekken waarvan de energie overeenstemt met continuümtheorie. Het is
een golfpakket in plaats van een oneindige golf {\displaystyle \exp(ikx)} omdat die in tweede orde gebrekkige resultaten geeft. De figuur toont de energiedichtheid van het golfpakket dat zich voortplant met de groepssnelheid (zie voortplantingssnelheid) en dempt door energieoverdracht aan elektronen met de fasesnelheid. De totale energie, het oppervlak onder de krommen, wordt behouden.
In een zeer lang artikel is Landaudemping bewezen voor de niet-lineaire Vlasov vergelijking, dus zonder reeksontwikkeling. Het is een existentiebewijs, geen expliciete oplossing.